# St.-Anna-Kapelle (Dornbach)

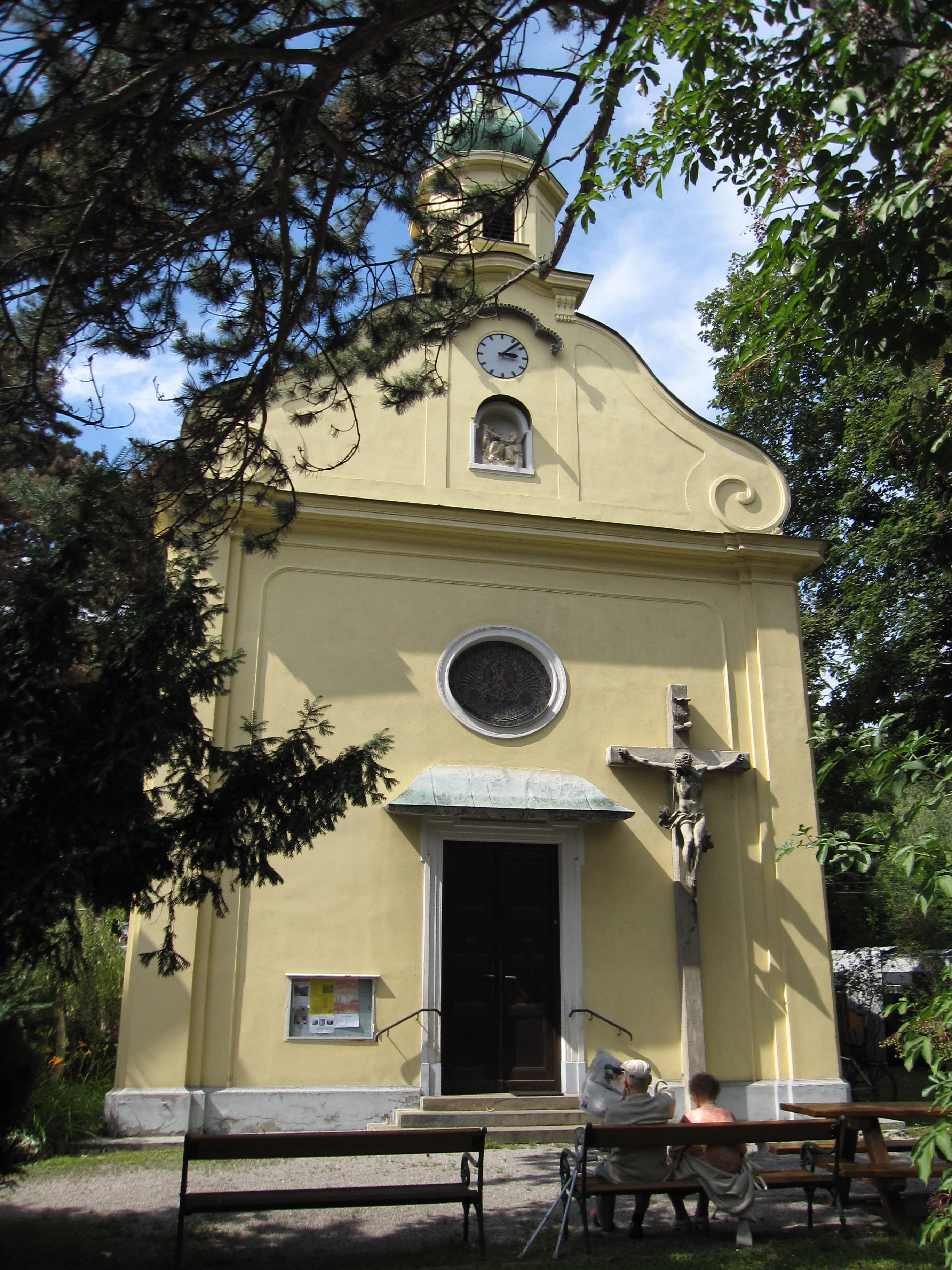
St.-Anna-Kapelle in Dornbach von außen

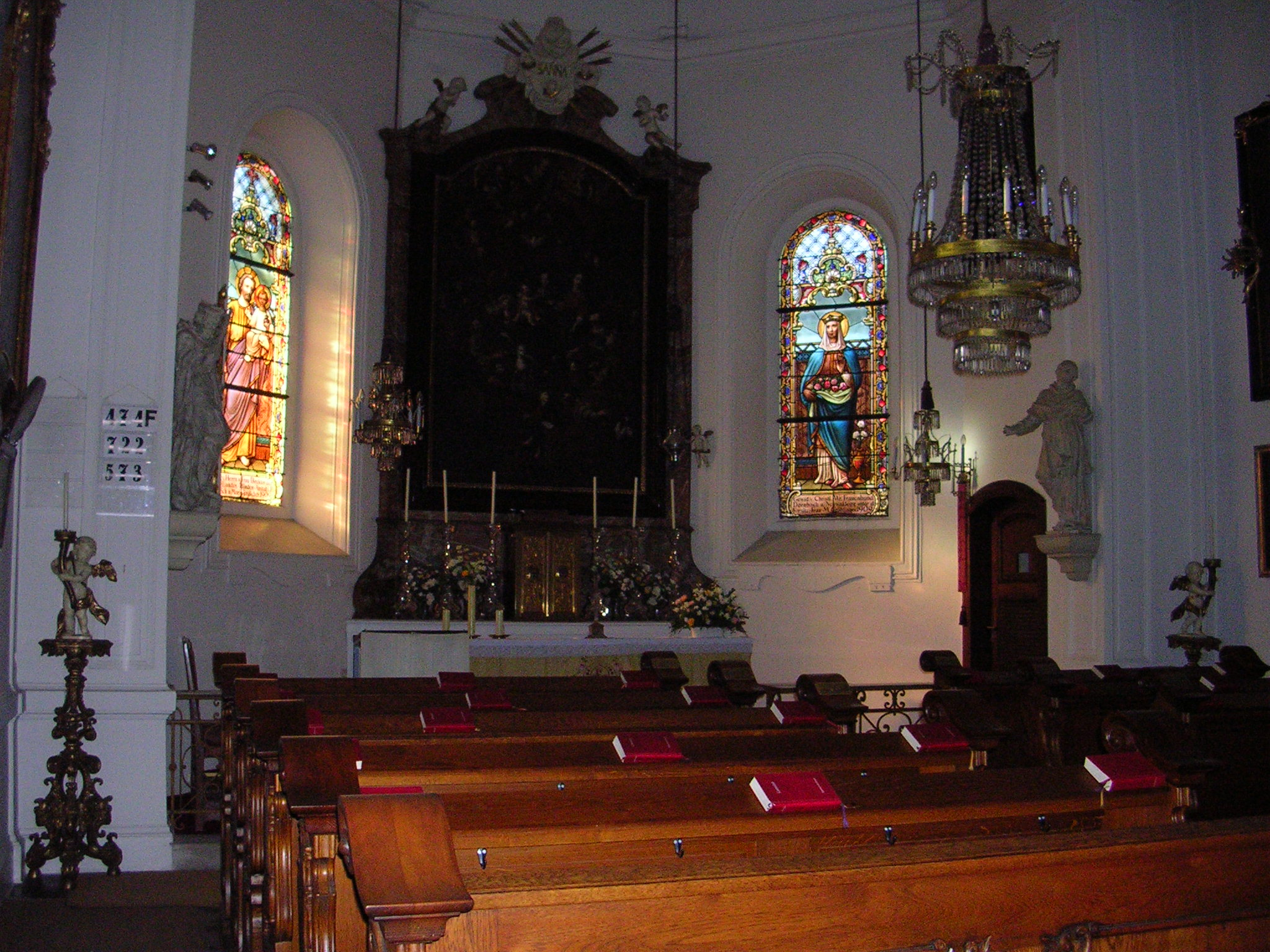
St.-Anna-Kapelle von innen

Die St.-Anna-Kapelle ist eine römisch-katholische Kapelle im Bezirksteil Dornbach des 17. Wiener Gemeindebezirks Hernals. Sie ist der heiligen Anna geweiht.

## Lage und Architektur
Die St.-Anna-Kapelle hat eine ungewöhnliche Lage inmitten einer Schienenschleife bei der Endstation der Straßenbahnlinie 43. In ihrer heutigen Form ist sie ein neobarockes Bauwerk, auch wenn sie auf einen älteren Vorgängerbau zurückgeht. Rechts neben dem Portal steht ein steinernes Kruzifix, das vom Bildhauer Pietro Silvestro de Caradea um 1720 geschaffen wurde. In einer Nische an der südlichen Fassade steht eine Figurengruppe Anna selbdritt, die vermutlich aus dem 16. Jahrhundert stammt. 
In der Kapelle befinden sich vier barocke Leinwandgemälde mit Darstellungen von Heiligen und der Kreuzigung Christi sowie vier barocke Figuren. Die Glasmalereien an den Fenstern mit Heiligendarstellungen stammen aus dem Jahr 1909. Das Bild Heilige Sippe beim Altar wird auf 1717 datiert. In einem Glasschrein wird ein Wachsrelief aus dem 18. Jahrhundert aufbewahrt, das die Heiligen Anna und Maria darstellt. Der steinerne Opferstock stammt aus dem Jahr 1739.
Die St.-Anna-Kapelle steht unter Denkmalschutz (Listeneintrag).

## Geschichte
1713 stiftete Johann Carl Bartolotti Freiherr von Partenfeld, an den in Wien auch das Palais Bartolotti-Partenfeld erinnert, an Stelle der heutigen St.-Anna-Kapelle eine Votivkapelle aus Holz. Diese wurde 1717 durch einen steinernen Bau ersetzt und 1773 vergrößert. 1884 wurde ihr Turm erhöht. Wegen Baufälligkeit wurde die Kapelle 1905 geschlossen und 1906 abgetragen, da sie an der Dornbacher Straße ein Verkehrshindernis darstellte.
In den Jahren 1908 bis 1910 wurde die St.-Anna-Kapelle nach Plänen des Architekten Johann Steinmetz wiedererrichtet, wobei sie nun Richtung Norden ausgerichtet wurde. Vor der Kapelle ließ der „Verein der Gärtner und Gartenfreunde in Dornbach und Umgebung“ 1910 anlässlich des 80. Geburtstags von Kaiser Franz Joseph I. eine Kaisereiche pflanzen, woran ein Gedenkstein erinnert.
Die St.-Anna-Kapelle gehört zur römisch-katholischen Pfarre Dornbach (mit Sitz in der Pfarrkirche Dornbach). Außerdem ist die Kapelle eine Predigtstation der evangelischen Pfarrgemeinde A. B. Währing (mit Sitz in der Lutherkirche).